# Radar à antenne active
Pour les articles homonymes, voir AESA et radar (homonymie).
 (mars 2008).
Si vous disposez d'ouvrages ou d'articles de référence ou si vous connaissez des sites web de qualité traitant du thème abordé ici, merci de compléter l'article en donnant les références utiles à sa vérifiabilité et en les liant à la section « Notes et références ».

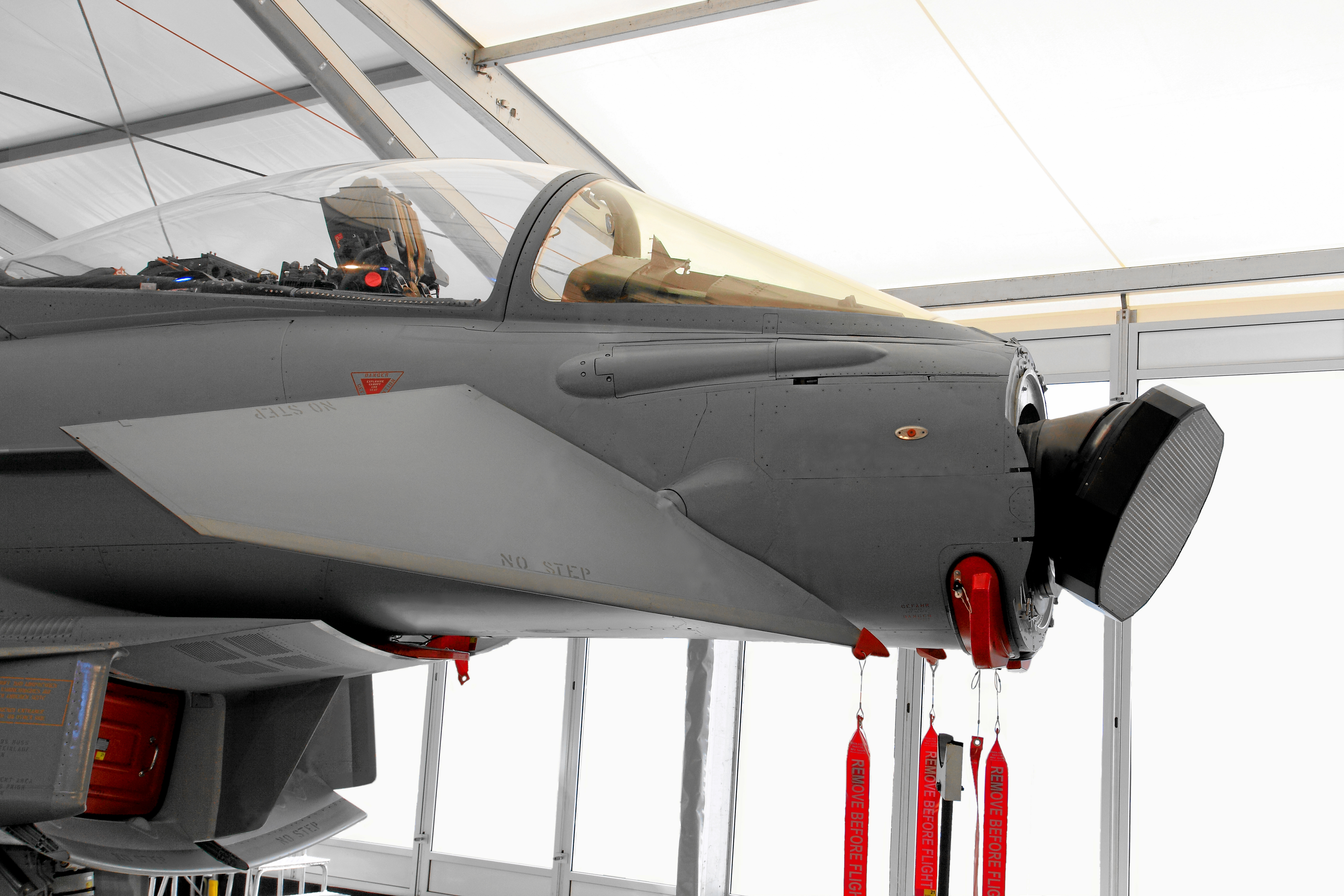
Le radar Euroradar CAPTOR AESA pour l'Eurofighter Typhoon.

Un radar à antenne active ou radar AESA (Active Electronically Scanned Array) est un radar utilisant la technique de l'antenne réseau à commande de phase, mais qui ne possède pas une seule antenne émettrice mais plusieurs centaines de modules juxtaposés, qui se comportent comme autant de radars autonomes, coordonnés par un calculateur central.

## Technologie

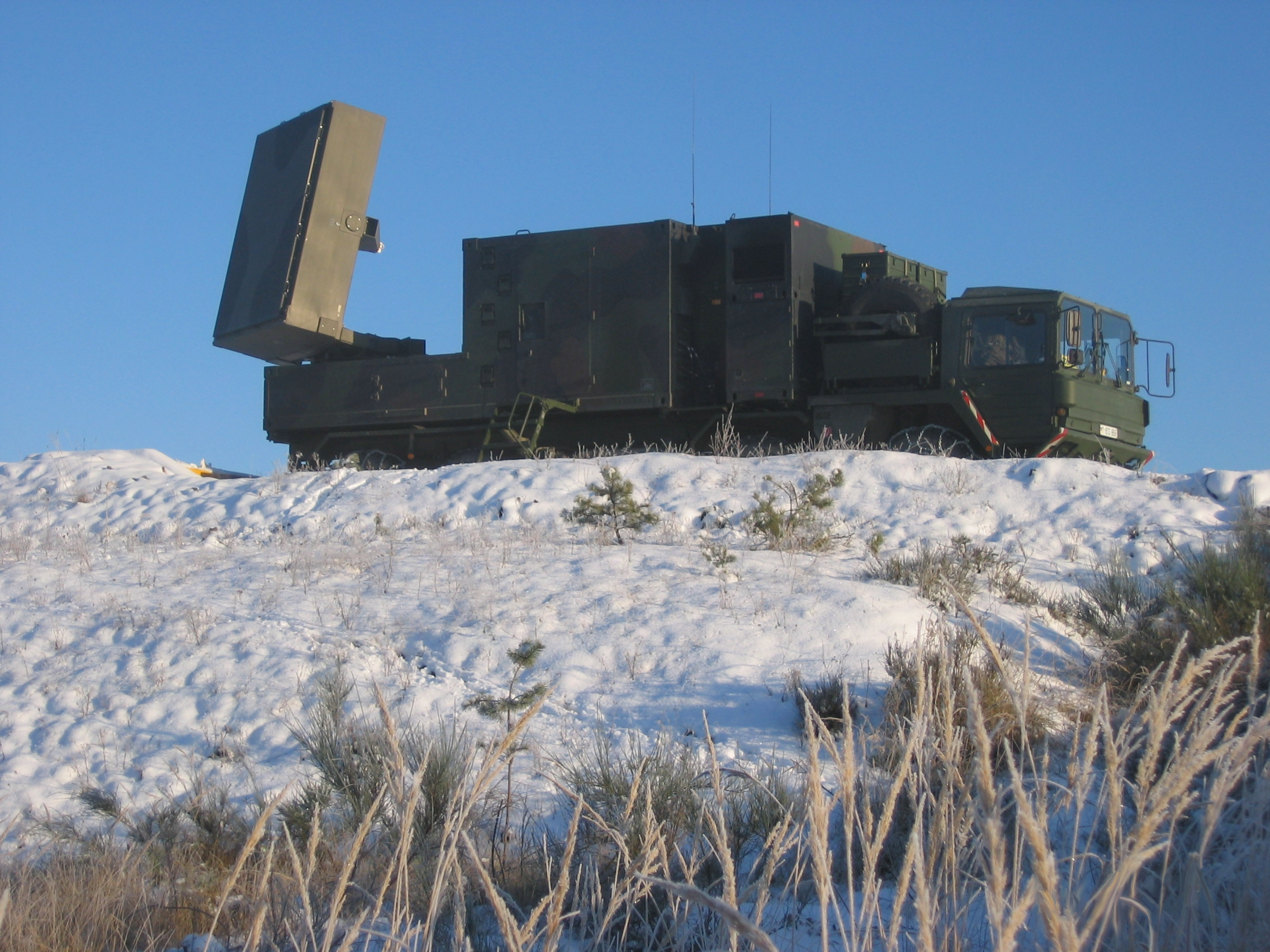
Radar de contre-batterie COBRA de l’armée allemande, en service depuis 2005.

On distingue généralement les antennes à balayage électronique actives des antennes à balayage électronique passives (Passive electronically scanned array en anglais). Dans le cas des antennes à balayage électronique passives, une seule source produit l'onde, qui est ensuite déphasée de manière adéquate pour chacun des éléments radiatifs de l'antenne. Dans les antennes à balayage électronique actives, l'antenne est en réalité un ensemble de plusieurs (1 000 à 1 500, typiquement) sous-antennes indépendantes les unes des autres et disposant chacune de leur source propre. L'avantage de cette dernière approche est de pouvoir assurer le fonctionnement du système après reconfiguration même si l'une des sous-antennes est défectueuse. Cette technologie fait suite aux radars à antenne mécanique et aux radars PESA (Passive Electronically Scanned Array). C'est la miniaturisation croissante des composants liés au radar qui a permis son émergence. Sa technologie est difficile à maîtriser (miniaturisation) mais apporte de très nombreux avantages par rapport aux anciennes technologies de radar :
- radar d'une extrême flexibilité. Les modules peuvent être divisés en « sous-radars » ayant chacun une tache différente (air-air, air-sol, brouillage…) ;
- accroissement de la portée. La puissance émise et leur portée sont augmentées de 20 à 70 % par rapport à un radar PESA ;
- discrétion et résistance au brouillage (travail simultané sur des fréquences différentes).
- fiabilité (pas de mécanique, redondance des antennes) ;
- nombreuses applications potentielles (arme à énergie dirigée, transmission à haut débit…).

## Radars AESA
Le premier radar de cette catégorie est le OPS-24 (en) développé par l'Institut de recherche et développement technique de l'Agence japonaise de défense. Construit par Mitsubishi Electric, il est installé sur le destroyer de la Force maritime d'autodéfense japonaise DD-155 de la classe Asagiri entré en service en janvier 1990,.
- AN/APG-77
- AN/APG-79
- AN/APG-81
- Radar CAPTOR E-SCAN
- Sea-based X-band Radar
- RBE2-AESA
- Sea Fire 500
- AN/SPY-6
- Ground Master 200 Multi Mission
- MURAD-AESA

## Avions et aéronefs possédant un radar à antenne active
Destiné à ses débuts à des avions de combat à hautes performances, le radar à antenne active commence à se démocratiser depuis la fin des années 2010. Il est disponible en 2020 sur certains chasseurs légers et proposé en modernisation pour des avions d'entraînement ou des bombardiers.
- Boeing B-52 Stratofortress (programmé pour les années 2020)[3]
- General Dynamics F-16 Fighting Falcon
- F/A-18E Super Hornet
- F15C Eagle
- McDonnell Douglas F-15E Strike Eagle
- F-22 Raptor
- Lockheed Martin F-35 Lightning II
- Eurofighter Typhoon (radar CAPTOR-E toujours en cours de développement en 2018[4])
- Mitsubishi F-2
- Soukhoï T-50
- Sukhoi 30 MKAI MKAA SM2
- Mikoyan-Gourevitch MiG-35
- Shenyang J-15
- Chengdu J-10C[5]
- Dassault Rafale équipé du radar RBE2-AESA développé par le groupe Thales[6]
- Saab JAS 39 GripenNG (avion toujours en développement en 2018[7])
- IAR-99 (modernisation prévu entre 2020-2024[8]
- Akinci (drone HALE)[9]